# Kyosho
Kyosho — японская компания-производитель моделей, радиоуправляемых и прочих моделей и авто- и других коллекционных моделей-копий. Сегодня компания производит широкий спектр радиоуправляемых моделей. Среди моделей автомобилей особую известность имеют линейки Inferno, Mini-Z, dNaNo. Багги Inferno MP777 носит титул лучшего багги 2006-07 годов по версии Международной Федерации радиоуправляемых гоночных автомобилей IFMAR.